# Parricidio (racconto)
Parricidio è un racconto di fantascienza del 1961 scritto da Roberta Rambelli.
È il numero 51 della serie Urania Collezione.

## Trama
Il Dott. Torsen ha costruito una macchina biomedica in grado di curare ogni forma di malattia, ma per far funzionare questo macchinario deve entrare in sintonia con esso. Un giorno avendo il compito di curare un importante generale, per un incomprensibile motivo, non riesce a curare il paziente che muore. La cosa traumatizza Torsen in quanto, dopo un accurato controllo, l'analisi della macchina ribadise il perfetto funzionamento di quest'ultima.
Torsen parlando con l'amico Persio, comprende il reale motivo della morte del paziente. Torsen, avendo vissuto in conflitto col padre, aveva idealizzato sul paziente sotto la sua cura la figura del padre, riversando su di esso il desiderio di uccidere il padre. Compreso e risolto tale conflitto, Torsen continua la sua opera di cura.

## Edizioni
- Roberta Rambelli, Parricidio, collana Urania Collezione n° 51, illustrazioni di Franco Brambilla, Cles, Mondadori, 2007  [1961],  p. 269.